# Qum (Azerbaigian)
Qum è un comune dell'Azerbaigian situato nel distretto di Qax. Conta una popolazione di 1 954 abitanti.